# Virginia Slims of Louisville 1971
Il Virginia Slims of Louisville 1971 è stato un torneo di tennis giocato sulla terra rossa. È stata la 1ª edizione del torneo, che fa parte del Virginia Slims Circuit 1971. Si è giocato a Louisville (Kentucky) negli USA dal 14 al 19 settembre 1971.

## Campionesse

### Singolare
Billie Jean King ha battuto in finale  Rosie Casals con il punteggio di 6–1, 4–6, 6–3

### Doppio
Judy Tegart /  Françoise Dürr hanno battuto in finale  Kerry Reid /  Betty Stöve con il punteggio di 2–6, 6–4, 6–3